# ژنوفوبیا
ژنوفوبیا ترس فیزیکی یا روانی از روابط جنسی یا آمیزش جنسی است. این کلمه از اسم یونانی γένος genos به معنای «فرزند» و φόβος phobos به معنای «ترس» گرفته شده‌است. این کلمه همچنین از اسم یونانی فوبوس و اصطلاح coitus (آمیزش جنسی) تشکیل شده‌است که به عمل جفت‌گیری اشاره دارد که در آن اندام تناسلی مرد به دستگاه تناسلی زن نفوذ می‌کند. اصطلاح اروتوفوبیا همچنین می‌تواند هنگام توصیف ژنوفوبیا استفاده شود. این از نام خدای یونانی عشق شهوانی، اروس گرفته شده‌است. ژنوفوبیا می‌تواند باعث ایجاد وحشت و ترس در افراد شود، دقیقاً مانند حملات پانیک. افرادی که از فوبیا رنج می‌برند می‌توانند به شدت تحت تأثیر تماس جنسی یا فقط فکر کردن به آن باشند. ترس شدید می‌تواند منجر به مشکلات در روابط عاشقانه شود. کسانی که به ژنوفوبیا مبتلا هستند ممکن است از درگیر شدن در روابط خودداری کنند تا از احتمال صمیمیت جلوگیری کنند. این می‌تواند منجر به احساس تنهایی شود. افراد ژنوفوبیک همچنین ممکن است احساس تنهایی کنند زیرا ممکن است از ترس‌های شخصی خود احساس خجالت یا شرم کنند.

## علائم و نشانه‌ها
علائم ژنوفوبیا می‌تواند احساس وحشت، وحشت و ترس باشد. علائم دیگر عبارتند از افزایش سرعت ضربان قلب، تنگی نفس، لرزش/لرزش، اضطراب، عرق کردن، گریه و اجتناب از دیگران است.